# Ларссон, Хенрик
Хе́нрик Э́двард Ла́рссон (швед. Henrik Edward Larsson; род. 20 сентября 1971, Хельсингборг, Мальмёхус) — шведский футболист, нападающий, наиболее известный по выступлениям за шотландский клуб «Селтик» и испанскую «Барселону». Основной игрок сборной Швеции в период с 1993 по 2002 и с 2004 по 2006 годы, в её составе бронзовый призёр чемпионата мира 1994. В ноябре 2003 года назван лучшим футболистом Швеции за последние 50 лет. В 2008 вернулся в сборную для того, чтобы в её составе принять участие в чемпионате Европы.

## Клубная карьера
В футбол Ларссон начал играть в возрасте пяти лет. Вскоре он попал в школу любительского клуба «Хёгаборг», за первую команду которого дебютировал в возрасте 17 лет. Параллельно с занятием футболом Хенрик подрабатывал в супермаркете, упаковывая товар.

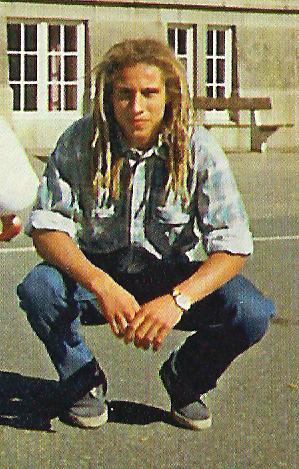
Ларссон в 1993 году

Его первым профессиональным клубом стал «Хельсингборг», куда он перешёл в 1992 году. Забив в первом же сезоне 31 гол, Ларссон помог клубу выйти в первый дивизион. Забив в следующем году 16 мячей, 22-летний Хенрик стал третьим снайпером чемпионата Швеции.
Летом 1993 года шведский нападающий перебрался в голландский «Фейеноорд». Ларссону не сразу удалось адаптироваться в роттердамском клубе, в первом сезоне он сыграл во всех турнирах 17 матчей и отметился лишь одним голом. В дальнейшем игра форварда стала более результативной и он сумел выиграть свои первые футбольные трофеи, дважды побеждая в Кубке Нидерландов (а также дважды выигрывая серебро и один раз бронзу чемпионата Нидерландов).
В 1997 году Ларссон отправился в «Селтик», игра за который стала вершиной его карьеры. Уже в первом сезоне в Шотландии Хенрик в 48 официальных матчах забил 19 голов, чем помог «Селтику» прервать десятилетнюю гегемонию «Рейнджерс» в чемпионате. В следующем сезоне при аналогичном количестве матчей Ларссон сумел забить в два раза больше голов — 38, выиграв при этом бомбардирскую гонку чемпионата Шотландии. В октябре 1999 года в матче второго раунда Кубка УЕФА против «Лиона» швед получил сложный перелом ноги, из-за чего пропустил большую часть сезона. В следующем сезоне после травмы, вопреки сомнениям, Ларссон сумел выйти на прежний уровень и выдал самый результативный сезон в карьере, забил 53 гола во всех турнирах (из них 35 в чемпионате, что позволило ему выиграть «Золотую бутсу»). При этом «Селтик» выиграл все внутренние трофеи. В 2003 году «Селтик» сумел выйти в финал Кубка УЕФА, где со счётом 2:3 уступил «Порту», а оба гола шотландцев забил Хенрик (всего в этом турнире ему удалось отличиться 12 раз). До момента ухода из клуба Ларссон неизменно становился лучшим бомбардиром чемпионата Шотландии. Всего за «Селтик» он сыграл 315 матчей и забил 242 гола, являясь третьим бомбардиром в его истории, уступая лишь Джимми Макгрори (470 голов) и Бобби Ленноксу (273 гола).

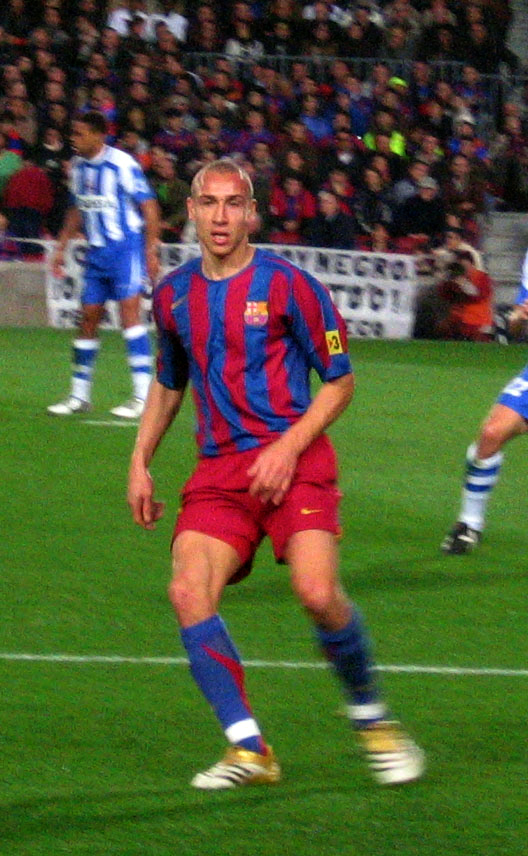
Ларссон в матче за «Барселону»

В возрасте 33-х лет Ларссон перешёл в «Барселону», став игроком ротации состава, что заметно снизило его результативность. В 2006 году он помог каталонцам выиграть Лигу чемпионов. В финальном матче против лондонского «Арсенала» он отдал две голевые передачи, чем помог «Барселоне» одержать волевую победу со счётом 2:1. После двух лет, проведённых в Испании, Хенрик принял решение не продлевать контракт с каталонцами, мотивируя это желанием получать больше игровой практики. Болельщики «Барселоны» считают Хенрика великим игроком команды, и удостоили его чести персонального скандирования по ходу футбольных матчей, что является гордостью всего нескольких игроков.
В результате Ларссон принял решение вернуться на родину в родной для него «Хельсингборг». Игра форварда вновь обрела былую результативность, в 112 матчах он сумел забить 56 голов и выиграть единственный на родине трофей — Кубок Швеции.
В период с 1 января по 12 марта 2007 года выступал за «Манчестер Юнайтед» на правах аренды, куда перешёл по личной просьбе Алекса Фергюсона. Английский клуб испытывал проблемы с нападающими, а для Ларссона это была возможность поддержать форму во время межсезонья в шведском чемпионате. Он был дозаявлен «манкунианцами» на матчи плей-офф Лиги чемпионов.
Последний матч в карьере Ларссон провёл 28 октября 2009 года в составе «Хельсингборга», после чего принял решение завершить игровую карьеру. В 2012 году Хенрик возобновил игровую карьеру, проведя несколько матчей за клуб третьего шведского дивизиона «Роо» и любительский «Хёгаборг», где когда-то начинался его путь в большой футбол.

## Международная карьера
Яркая игра Ларссона за «Хельсингборг» не осталась без внимания тренеров сборной Швеции, где он дебютировал в октябре 1993 года в матче против финнов. В дебютном матче нападающий сумел отметиться голом. Год спустя он отправился на свой первый чемпионат мира, где шведы выиграли бронзовые медали. Основным игроком команды Ларссон не был, но регулярно выходил на поле по ходу матчей, а в матче за 3-е место отметился голом в ворота сборной Болгарии.
На Евро-2000 шведы не смогли выйти из группы, а Ларссон в трёх матчах отличился только один раз. На чемпионате мира 2002 года он ехал уже в качестве главной ударной силой команды. Его дубль в матче с командой Нигерии принёс шведам единственную победу на групповом этапе и место в плей-офф турнира. В матче 1/8 финала Ларссон сумел поразить ворота Сенегала, но африканцы одержали волевую победу со счётом 2:1. После чемпионата мира Хенрик решил уйти из сборной, но уже к Евро-2004 он вернулся. Одна из шведских газет собрала более 110 тысяч подписей болельщиков для того, чтобы Ларссон вернулся в сборную, причем среди подписавшихся были премьер-министр страны и тогдашний президент УЕФА Леннарт Юханссон, который лично попросил Хенрика изменить своё решение.
Вскоре после этого Ларссон образовал достаточно результативный дуэт форвардов со Златаном Ибрагимовичем. В четвертьфинале чемпионата Европы шведы лишь по пенальти уступили сборной Нидерландов (при этом Хенрик свой удар реализовал). На чемпионате мира в Германии шведы уже на первой стадии плей-офф встретились с хозяевами турнира и уступили 0:2. У Ларссона был шанс вернуть свою сборную в игру, но в начале второго тайма он не сумел реализовать пенальти.
К Евро-2008 Ларссон, давший ещё после чемпионата мира обещание завязать с национальной сборной, всё же вернулся в команду. Но это не помогло шведам: в решающем матче за выход из группы «тре крунур» потерпели поражение от России со счётом 0:2. 6 сентября 2008 года провёл свой сотый матч за шведскую сборную. Это был матч отборочного цикла чемпионата мира 2010 против сборной Албании. Свой последний матч за сборную провел 6 июня 2009 года в Стокгольме против сборной Дании.

## Тренерская карьера
В течение трех лет с декабря 2009 года работал главным тренером команды «Ландскруна», которая выступает во второй по силе лиге Швеции, Суперэттане. Однако он так и не сумел вывести её в сильнейшую шведскую лигу. После ухода из «Ландскруны» в ноябре 2012 года Ларссон помогал команде четвёртого дивизиона «Хёгаборг», в которой он начинал свою карьеру и в которой в качестве полузащитника играл его 16-летний сын. В декабре 2013 года возглавил команду «Фалькенберг», вышедшую по итогам сезона 2012/13 в сильнейшую шведскую лигу. Ларссон сумел сохранить команде прописку в высшей лиге Швеции, однако принял решение не продлевать контракт, истекающий в конце 2014 года. 10 ноября 2014 года Хенрик Ларссон был назначен главным тренером «Хельсинборга», за который выступал ещё футболистом в 1992—1993 и 2006—2009 годах. В конце сезона 2016 «Хельсинборг» не смог удержаться в высшей лиге Швеции впервые за 23 года, после чего Ларссон покинул команду. Он отказался от компенсации за разрыв контракта в пользу необходимой реструктуризации с целью скорейшего возвращения клуба в элитный дивизион.
16 июня 2019 года вернулся на пост главного тренера «Хельсинборга», подписав контракт на один сезон.
19 августа 2020 года стал ассистентом Роналда Кумана в «Барселоне».

## Достижения

### Командные
«Фейеноорд»
- Обладатель Кубка Нидерландов (2): 1993/94, 1994/95

«Селтик»
- Чемпион Шотландии (4): 1997/98, 2000/01, 2001/02, 2003/04
- Обладатель Кубка шотландской лиги (2): 1997/98, 2000/01
- Обладатель Кубка Шотландии (2): 2000/01, 2003/04
- Финалист Кубка УЕФА: 2002/03

«Барселона»
- Чемпион Испании (2): 2004/05, 2005/06
- Обладатель Суперкубка Испании: 2006
- Победитель Лиги чемпионов: 2005/06

«Манчестер Юнайтед»
- Чемпион Англии: 2006/07

«Хельсингборг»
- Обладатель Кубка Швеции: 2006

Сборная Швеции
- Бронзовый призёр чемпионата мира: 1994

### Личные

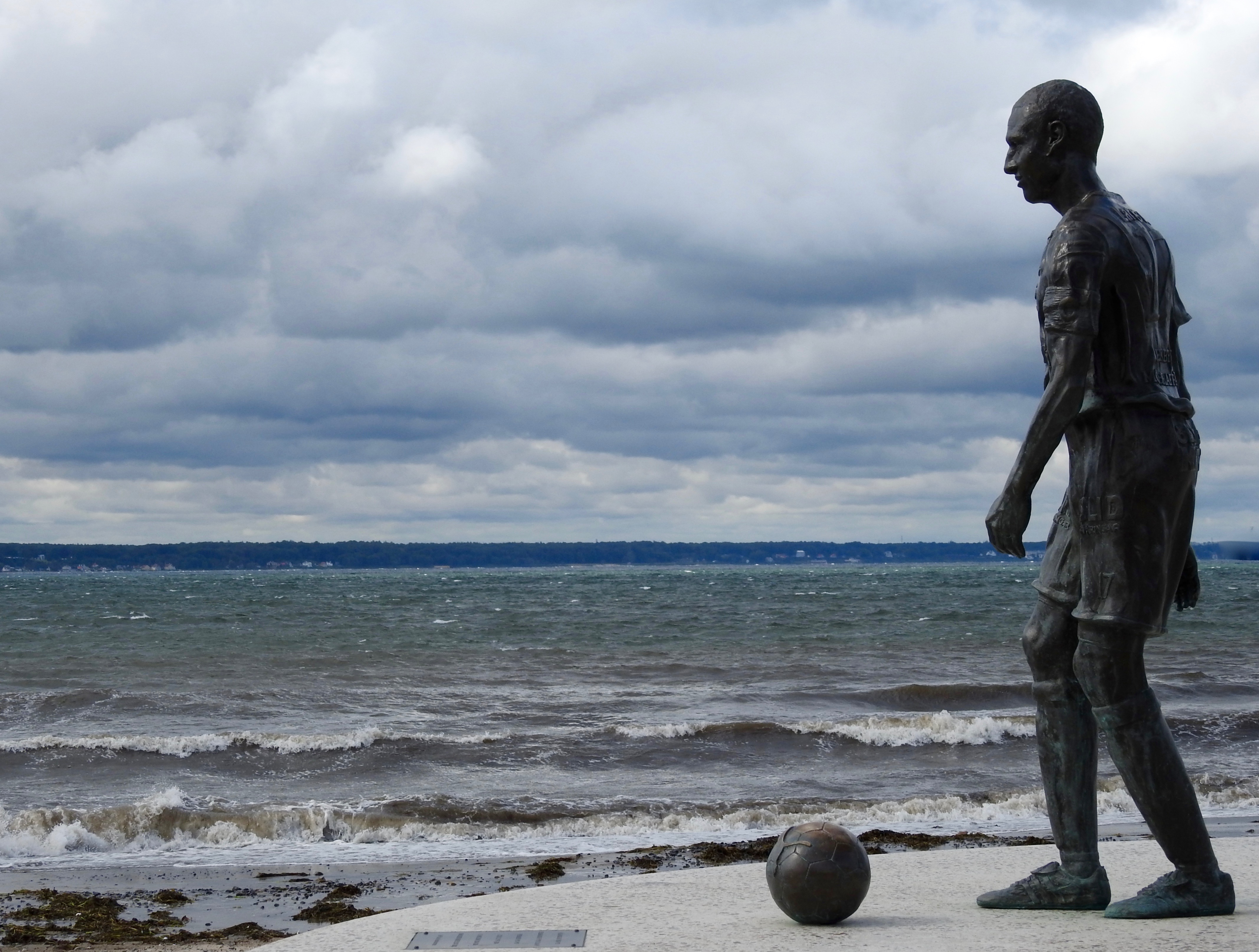
Статуя Ларссона в его родном городе Хельсингборге

- Футболист года в Швеции (2): 1998, 2004
- Лучший бомбардир чемпионата Шотландии (5): 1999, 2001, 2002, 2003, 2004
- Обладатель «Золотой бутсы»: 2001
- Игрок года по версии футболистов Шотландской ассоциации профессиональных футболистов (2): 1999, 2001
- Игрок года по версии Шотландской ассоциации футбольных журналистов (2): 1999, 2001
- Игрок месяца шотландской Премьер-лиги (2): сентябрь 2000, ноябрь 2002
- Лучший бомбардир в истории Лиги Европы УЕФА/Кубка УЕФА: 40 голов
- Лучший футболист Швеции за период 1954—2003 годов (юбилейный приз к 50-летию УЕФА)
- Рекордсмен сборной Швеции по количеству голов на чемпионатах мира: 5 голов[20]
- Входит в состав символической сборной по итогам чемпионата Европы 2004 года (по версии УЕФА)
- Введён в Зал славы шотландского футбола: 2006

## Статистика выступлений
| Клуб                       | Сезон                   | Лига | Лига | Кубки | Кубки | Еврокубки | Еврокубки | Прочие | Прочие | Итого | Итого |
| Клуб                       | Сезон                   | Игры | Голы | Игры  | Голы  | Игры      | Голы      | Игры   | Голы   | Игры  | Голы  |
| -------------------------- | ----------------------- | ---- | ---- | ----- | ----- | --------- | --------- | ------ | ------ | ----- | ----- |
| Хёгаборг                   | 1989                    | 21   | 1    | ?     | ?     | -         | -         | 0      | 0      | 21+   | 1+    |
| Хёгаборг                   | 1990                    | 21   | 7    | ?     | ?     | -         | -         | 0      | 0      | 21+   | 7+    |
| Хёгаборг                   | 1991                    | 22   | 15   | ?     | ?     | -         | -         | 0      | 0      | 22+   | 15+   |
| Хёгаборг                   | Итого                   | 64   | 23   | ?     | ?     | 0         | 0         | 0      | 0      | 64+   | 23+   |
| Хельсингборг               | 1992                    | 31   | 34   | ?     | ?     | 4+        | 4+        | 0      | 0      | 35+   | 38+   |
| Хельсингборг               | 1993                    | 25   | 16   | 1+    | 2+    | 0         | 0         | 0      | 0      | 26+   | 18+   |
| Хельсингборг               | Итого                   | 56   | 50   | 1+    | 2+    | 4+        | 4+        | 0      | 0      | 61+   | 56+   |
| Фейеноорд                  | 1993/94                 | 15   | 1    | 3     | 0     | 0         | 0         | 0      | 0      | 18    | 1     |
| Фейеноорд                  | 1994/95                 | 23   | 8    | 5     | 1     | 6         | 7         | 1      | 0      | 35    | 16    |
| Фейеноорд                  | 1995/96                 | 32   | 10   | 4     | 0     | 7         | 1         | 1      | 1      | 44    | 12    |
| Фейеноорд                  | 1996/97                 | 31   | 7    | 2     | 1     | 6         | 1         | 0      | 0      | 39    | 9     |
| Фейеноорд                  | Итого                   | 101  | 26   | 14    | 2     | 19        | 9         | 2      | 1      | 136   | 38    |
| Селтик                     | 1997/98                 | 35   | 16   | 9     | 3     | 4         | 0         | 0      | 0      | 48    | 19    |
| Селтик                     | 1998/99                 | 35   | 29   | 5     | 5     | 8         | 4         | 0      | 0      | 48    | 38    |
| Селтик                     | 1999/00                 | 9    | 7    | 0     | 0     | 4         | 5         | 0      | 0      | 13    | 12    |
| Селтик                     | 2000/01                 | 37   | 35   | 8     | 14    | 5         | 4         | 0      | 0      | 50    | 53    |
| Селтик                     | 2001/02                 | 33   | 29   | 4     | 2     | 10        | 4         | 0      | 0      | 47    | 35    |
| Селтик                     | 2002/03                 | 35   | 28   | 4     | 4     | 12        | 12        | 0      | 0      | 51    | 44    |
| Селтик                     | 2003/04                 | 37   | 30   | 6     | 5     | 15        | 6         | 0      | 0      | 58    | 41    |
| Селтик                     | Итого                   | 221  | 174  | 36    | 33    | 58        | 35        | 0      | 0      | 315   | 242   |
| Барселона                  | 2004/05                 | 12   | 3    | 1     | 0     | 4         | 1         | 2      | 1      | 19    | 5     |
| Барселона                  | 2005/06                 | 28   | 10   | 3     | 4     | 10        | 1         | 2      | 2      | 43    | 17    |
| Барселона                  | Итого                   | 40   | 13   | 4     | 4     | 14        | 2         | 4      | 3      | 62    | 22    |
| Хельсингборг               | 2006                    | 15   | 8    | 5     | 4     | 0         | 0         | 3      | 2      | 23    | 14    |
| Хельсингборг               | 2007                    | 22   | 9    | 1     | 0     | 11        | 9         | 1      | 0      | 35    | 18    |
| Хельсингборг               | 2008                    | 27   | 14   | 1     | 0     | 0         | 0         | 0      | 0      | 28    | 14    |
| Хельсингборг               | 2009                    | 20   | 7    | 2     | 0     | 4         | 3         | 0      | 0      | 26    | 10    |
| Хельсингборг               | Итого                   | 84   | 38   | 9     | 4     | 15        | 12        | 4      | 2      | 112   | 56    |
| Всего за «Хельсингборг»    | Всего за «Хельсингборг» | 140  | 88   | 10+   | 6+    | 19+       | 16+       | 4      | 2      | 173+  | 112+  |
| Манчестер Юнайтед (аренда) | 2006/07                 | 7    | 1    | 4     | 1     | 2         | 1         | 0      | 0      | 13    | 3     |
| Манчестер Юнайтед (аренда) | Итого                   | 7    | 1    | 4     | 1     | 2         | 1         | 0      | 0      | 13    | 3     |
| Роо                        | 2012                    | 1    | 0    | 0     | 0     | -         | -         | 0      | 0      | 1     | 0     |
| Роо                        | Итого                   | 1    | 0    | 0     | 0     | 0         | 0         | 0      | 0      | 1     | 0     |
| Хёгаборг                   | 2013                    | 2    | 0    | 0     | 0     | -         | -         | 0      | 0      | 2     | 0     |
| Хёгаборг                   | Итого                   | 2    | 0    | 0     | 0     | 0         | 0         | 0      | 0      | 2     | 0     |
| Всего за «Хёгаборг»        | Всего за «Хёгаборг»     | 66   | 23   | ?     | ?     | 0         | 0         | 0      | 0      | 66+   | 23+   |
| Всего за карьеру           | Всего за карьеру        | 576  | 325  | 68+   | 46+   | 112+      | 63+       | 10     | 6      | 766+  | 440+  |

## Признание
В ноябре 2003 года Футбольный союз Швеции в рамках празднования 50-летия УЕФА назвал Ларссона лучшим футболистом Швеции за последние 50 лет. В 2005 году Хенрик получил почётную учёную степень от Университета Стратклайда (Глазго), как признание его футбольных заслуг и благотворительной деятельности. В мае 2006 года посол Великобритании в Испании Стивен Райт на стадионе «Камп Ноу» в Барселоне от имени королевы Елизаветы II наградил Ларссона орденом Британской империи за вклад в развитие британского футбола.

## Личная жизнь
Отец Хенрика — выходец с Кабо-Верде, островного государства в 620 километрах от западного побережья Африки. Женат. Сын — Джордан (род. в 1997 году), также футболист, назван в честь Майкла Джордана, дочь — Жанель (род. в 2002 году).

## Карьера в флорболе
Ларссон также был игроком в флорбол (хоккей с мячом в зале), начав выступления на профессиональном соревновательном уровне в 1989 году. Выбирая между флорболом и футболом, выбрал второй вариант, однако в 2008 году, после завершения карьеры в футболе вернулся в флорбол, причем уже во втором матче после возвращения был признан игроком матча, сделав две результативные передачи.